# Елк Сити (Оклахома)
Елк Сити (енгл. Elk City) град је у америчкој савезној држави Оклахома.

## Демографија
По попису из 2010. године број становника је 11.693, што је 1.183 (11,3%) становника више него 2000. године.
| Група             | 2000.         | 2010.         |
| Белци             | 9.049 (86,1%) | 9.350 (80,0%) |
| Афроамериканци    | 322 (3,1%)    | 345 (3,0%)    |
| Азијати           | 57 (0,5%)     | 104 (0,9%)    |
| Хиспаноамериканци | 626 (6,0%)    | 1.204 (10,3%) |
| Укупно            | 10.510        | 11.693        |